# 载洵
郡王銜貝勒载洵（1885年5月20日—1949年3月30日），愛新覺羅氏，字仲泉，號癡雲，人称洵贝勒，右翼近支鑲紅旗第一族宗室。醇亲王奕譞第六子，光绪帝之弟，宣统帝之叔。承继瑞敏郡王奕誌为嗣。

## 生平
光绪十一年四月初七日:218（1885年5月20日），载洵出生，母侧福晋刘佳氏。光绪十三年（1887年），封不入八分輔國公。光绪十五年（1889年），晋升為奉恩辅国公。光绪十六年（1890年），次年又晋升為奉恩鎮國公。
光绪二十八年（1902年）六月，过继奕誌，袭多羅贝勒:218。光绪三十四年（1908年），加多羅郡王銜。宣统元年（1909年），任筹办海军大臣，并赴欧美考察海军。宣统二年（1910年9月28日），出使日本。日本國宮内大臣秘書官長崎省吾負責接待。宣统三年（1911年），任庆亲王内阁海军部大臣。
辛亥革命后，在北京、天津闲居。1949年3月30日（三月初二日），逝于天津:218。

## 家庭

### 嫡夫人
- 必禄氏（法部左丞善佺之女），光绪三十年（1904年）甲辰二月初三日巳时，生有一子名溥侊。

### 子女
- 第一子：溥侊[3]。溥侊的嫡妻察哈拉氏（侍郎增崇之女）。民国二十三年（1934年），溥侊离婚，娶京剧名旦黄咏霓（艺名雪艳琴，1906－1986）。两人生有一子黄世骧（1934年－），随母姓，功京剧老生。
- 第一女：本名不詳。
- 第二女：本名不詳。
- 第三女：本名不詳，乳名麗格，字蕊蟬，漢名金蕊蟬，嫁京韻大鼓演員白鳳鳴。[4]

## 图集

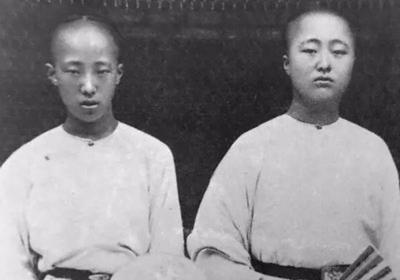
载洵和弟弟载涛
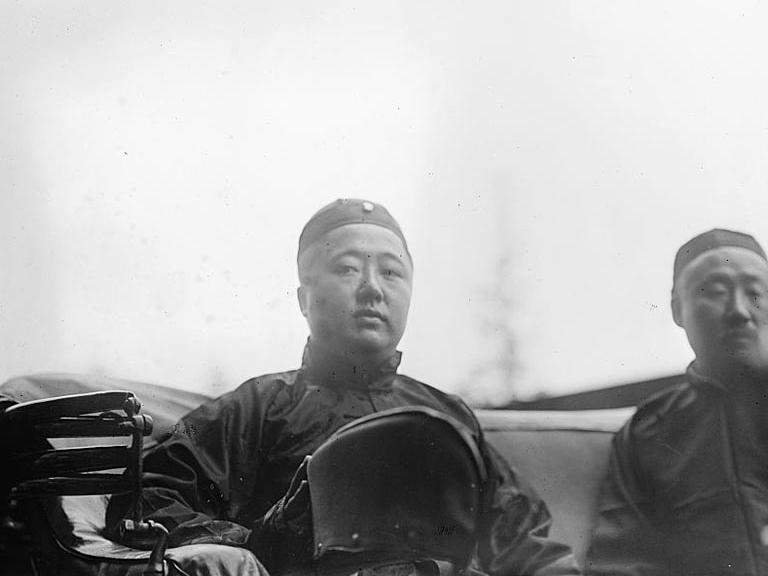
载洵出访美国，1910年
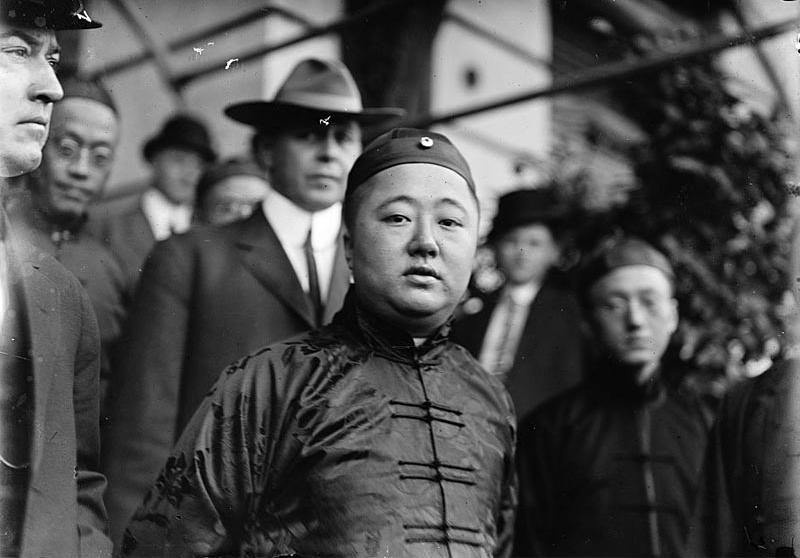
载洵出访美国，1910年
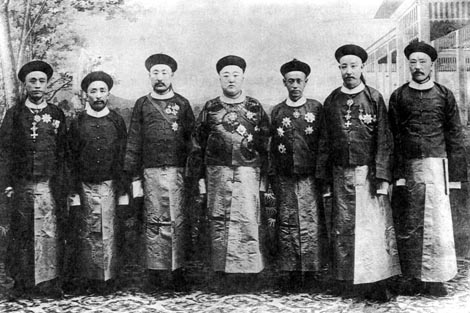
载洵（中）赴欧洲考察海军，1909年
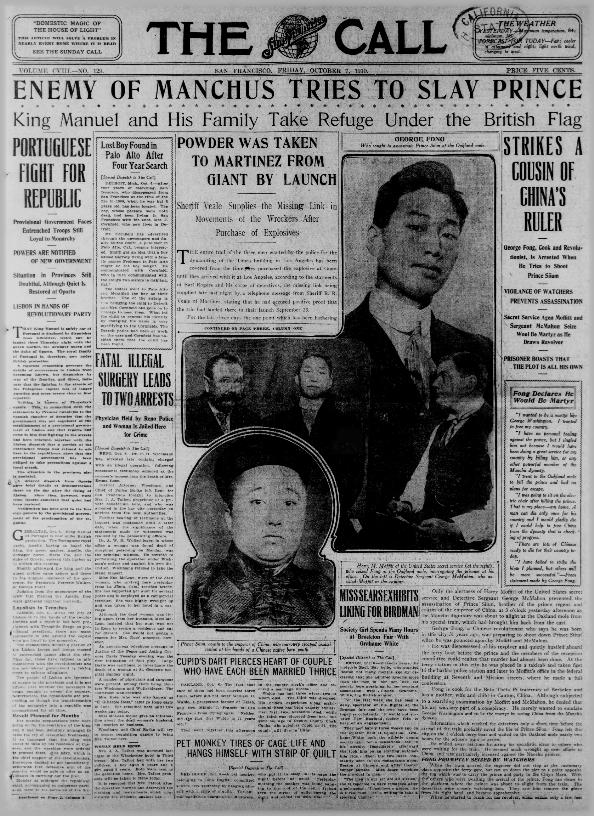
邝佐治与朱卓文试图在美国刺杀载洵的报道，1910年

## 影視形象
- 电视剧《末代皇帝傳奇》，由劉強強飾演